# Јозеф Бем
Јозеф Бем (мађ. József Böhm; 4. април 1795 — 28. март 1876) био је мађарски виолиниста и директор Бечког конзерваторијума.

## Живот
Рођен је у Пешти, у јеврејској породици. Подучавали су га отац и Пјер Роде. Његов брат Франц Бем (1788–1846), такође је био познати виолиниста и солиста у Руском царству. Франц Бем је деда по мајци математичара Георга Кантора, 
Јозеф Бем је дебитовао 1816, свирајући у Бечу дела Родолфа Кројцера и Франца Вајса.
Након тога је свирао на турнеји по Италији, Немачкој и Француској.
1. јуна 1819. постављен је за професора на Бечком конзерваторијуму, за првог тамошњег професора виолине. Био је професор од 1819. до 1848. године. Бем је био изузетно успешан у наставничкој делатности на Бечком конзерваторијуму и се сматра оснивачем нове Бечке школе виолине. Његови ученици били су, између осталих, Јено Хубаи, Јозеф Јоахим, Едуард Ремењи, Хајнрих Вилхелм Ернст, Јакоб Донт, Георг Хелмесбергер старији, Јакоб Грун и Сигисмунд Бахрих.
Бем је чето свирао камерну музику. Године 1816. организовао је концерте посвећене гудачким квартетима Лудвига ван Бетовена, Јозефа Хајдна и Франца Шуберта. Сарађивао је и са Карлом Маријом фон Боклетом.
Године 1821. свирао је у гудачком квартету са колегама виолинистом Карлом Холцом, виолистом Францом Вајсом и виолончелистом Јозефом Линкеом.
Бем је сарађивао са Лудвигом ван Бетовеном, као члан гудачког квартета који је премијерно извео Бетовенов 12. гудачки квартет.
7. маја 1824. свирао је у оркестру на премијери Бетовенове Девете симфоније.
Преминуо је у Бечу у 80. години живота.